# Heizmannia persimilis
Heizmannia persimilis är en tvåvingeart som beskrevs av Mattingly 1970. Heizmannia persimilis ingår i släktet Heizmannia och familjen stickmyggor. Inga underarter finns listade i Catalogue of Life.